# Alexander Hinton
Alexander Laban Hinton est un anthropologue dont les travaux portent sur les génocides, les violences de masse, l'extrémisme, la justice transitionnelle et les droits de l'homme. Il écrit principalement sur le génocide cambodgien et, en 2016, témoigne en tant qu'expert auprès le tribunal extraordinaire pour les Khmers rouges. Il est l'auteur de nombreux livres, dont, récemment, It Can Happen Here: White Power and the Rising Threat of Genocide in the US et Anthropological Witness: Lessons from the Khmer Rouge Tribunal. Depuis 2023 il occupe le poste de distinguished professor à l'université Rutgers.

## Carrière académique
Depuis 2023, Hinton occupe au sein de l'université Rutgers les postes de directeur du Center for the Study of Genocide and Human Rights, de distinguished professor en anthropologie, et il occupe la chaire de UNESCO Chair in Genocide Prevention. De 2011 à 2013 il est membre visiteur au prestigieux Institute for Advanced Study de Princeton.
De 2011 à 2013, il est également président de l'International Association of Genocide Scholars.

## Comités éditoriaux
Alexander Hinton est l'auteur de dix-sept livres et de nombreux essais. Il est conseiller académique auprès de l'ONG Documentation Center of Cambodia, membre des conseils consultatifs internationaux de revues scientifiques telles que Genocide Studies and Prevention, Journal of Genocide Research et Journal of Perpetrator Research, et co-éditeur de la collection de livres CGHR-Rutgers University Press Genocide, Political Violence, Human Rights. Il a également co-organisé l'initiative Rethinking Peace Studies (« Repenser les études sur la paix ») en 2014-2016 et est co-organisateur du Global Consortium on Bigotry and Hate (« Consortium mondial sur l'intolérance et la haine ») de 2019 à 2024.
Le livre Anthropological Witness: Lessons from the Khmer Rouge Tribunal est centré sur son expérience de 2016 en tant qu'expert devant le tribunal extraordinaire pour juger les Khmers rouges au Cambodge.

## Prix et honneurs
Entre autres, Hinton a reçu le prix American Anthropological Association's 2009 Robert B. Textor and Family Prize for Excellence in Anticipatory Anthropology et le Anthropology in the Media Award en 2022.

## Publications
Les publications notables de Hinton incluent :
- Biocultural Approaches to the Emotions (Cambridge University Press, 1999)  (ISBN 9780521655699)
- Genocide: An Anthropological Reader (Blackwell, 2002)  (ISBN 978-0-631-22355-9)
- Annihilating Difference: The Anthropology of Genocide (California, 2002)  (ISBN 9780520927575)
- Why Did They Kill? Cambodia in the Shadow of Genocide (California, 2005) [Awarded 2008 Stirling Prize]  (ISBN 9780520241794)
- Night of the Khmer Rouge (Paul Robeson Gallery, 2007)[9]
- Genocide: Truth, Memory, Representation (Co-edited, Duke, 2009)
- Transitional Justice: Global Mechanisms and Local Realities after Genocide and Mass Violence (Rutgers, 2010)  (ISBN 978-0-8135-4761-9)
- Hidden Genocides: Power, Knowledge, Memory (Co-edited, Rutgers, 2014)  (ISBN 978-0-8135-6162-2)[10]
- Colonial Genocide in Indigenous North America (co-edited, Duke, 2014)  (ISBN 978-0-8223-5763-6)[11]
- Genocide and Mass Violence (co-edited, Cambridge, 2015)  (ISBN 9781107694699)[12]
- Man or Monster? The Trial of a Khmer Rouge Torturer (Duke, 2016)  (ISBN 978-0-8223-6258-6)[13]
- The Justice Facade: Trials of Transition in Cambodia (Oxford, 2018)  (ISBN 9780198820956)
- Rethinking Peace: Discourse, Memory, Translation, and Dialogue (co-edited, Rowman and Littlefield, 2019)  (ISBN 9781786610386)[14]
- It Can Happen Here: White Power and the Rising Threat of Genocide in the US (NYU, 2021)  (ISBN 9781479808052)[15]
- Anthropological Witness: Lessons from the Khmer Rouge Tribunal (Cornell, 2022)  (ISBN 9781501765698)[3]
- Perpetrators: Encountering Humanity's Dark Side (co-authored, Stanford, 2023)  (ISBN 9781503634275)[16]